# Александровка (городской округ Серебряные Пруды)
Александровка — деревня в городском округе Серебряные Пруды Московской области.

## География
Находится в южной части Московской области на расстоянии приблизительно 15 км на запад-юго-запад по прямой от окружного центра поселка Серебряные Пруды.

## История
Появилась в XIX веке как Малое Рогатово или Рогатовские Выселки, основана переселенцами из деревни Рогатово (ныне Большое Рогатово). В 1916 году было 47 дворов, в 1974 — 22, в 1999 — 50 дворов и дач. В период коллективизации работал колхоз «Новая жизнь», позднее СПК «Шеметово». В период 2006—2015 годов входила в состав сельского поселения Мочильское Серебряно-Прудского района.

## Население
Постоянное население составляло 39 человек (1865 год), 391 (1916), 51 (1974), 6 в 2002 году (русские 100 %), 4 в 2010.